# Екіпаж (фільм, 1979)
«Екіпаж» (рос. «Экипаж») — російський радянський художній фільм, перший радянський фільм-катастрофа. Посів 6-те місце у прокаті в 1980 р. — понад 70 млн глядачів. Фільм складається з двох серій, різних за жанром, що органічно доповнюють одна одну. Перша серія — побутова мелодрама, друга — фільм-катастрофа.
В англомовному перекладі відомий як «Air Crew».

## Сюжет
Дія відбувається в СРСР, наприкінці 1970-х. Герої фільму — екіпаж пасажирського літака Ту-154, що здійснює міжнародні рейси.
У командира екіпажу Андрія Васильовича Тимченко в сім'ї проблеми: дочка завагітніла, але одружуватися з батьком дитини відмовляється, і, попри те, що її вагітність протікає важко, вирішує народжувати.
Ігор Скворцов — бортінженер, змінює коханок одну за одною. Він домагається стюардеси Тамари, внучки старого друга командира екіпажу Тимченко, яка щойно прийшла в екіпаж. Але одна з колишніх коханок Скворцова компрометує його перед Тамарою. Тамара кидає Скворцова. Він робить Тамарі офіційну пропозицію, вона відмовляється. Після того, що сталося, Тимченко вважає Скворцова падлюкою і попереджає, що Скворцов летить з цим екіпажем воостаннє.
Скворцов у Москві випадково зустрічає Валентина Ненарокова — колишнього члена екіпажу Тимченко, і розуміє, що у Валентина в сім'ї не все гаразд. Валентин, одружившись, пішов з Московського авіазагону в малу авіацію пілотом вертольота. Він страждає від безперервних нападок і скандалів дружини Алевтини. Незабаром з'ясовується, що Алевтина не любить чоловіка, вступила в шлюб під натиском закоханого солідного чоловіка — льотчика зі столиці, який погодився одружитися з простою дівчиною з провінції. Заради шлюбу він проміняв великий літак (тоді Тимченко, Скворцов та Ненароков літали на Іл-18) на вертоліт Мі-2. Під тиском Алевтини подружжя вирішує розлучитися, за рішенням суду їх син Алік залишається з нею.
Після чергової щорічної медкомісії Тимченко розуміє, що його стан здоров'я погіршився, хоча до польотів його допустили. Другого пілота з екіпажу, Михайла, списують на землю за станом здоров'я.
Ненароков, отримавши зміну льотного завдання, першим зустрічає екіпаж космонавтів із космосу, про це написали у західноєвропейській пресі. Скворцов, будучи в Парижі, читає про це і просить свого командира допомогти повернути Ненарокова назад у велику авіацію, оскільки Алевтина і після розлучення не дала Валентину спокою: забороняла бачитися з сином, писала скарги на колишнього чоловіка, дійшовши навіть до міністра. Незабаром Алевтина з сином переїжджає жити в південне приморське місто, до її нового чоловіка; хлопчик вже називає Ненарокова дядьком, а нового чоловіка матері — татом.
Екіпаж літака, з новим другим пілотом — Ненароковим, отримує припис вчинити складний рейс до гірського міста нафтовиків Бідрі для евакуації працюючих там радянських співробітників. В аеропорту, в якому приземлився літак, відбувається землетрус. Все навколо горить і валиться, людей охоплює жах, виникає паніка. Злітно-посадкова смуга виявляється пошкодженою, один літак, який намагався злетіти, вибухає прямо на злітній смузі. Селевий потік, викликаний попередніми поштовхами, руйнує нафтопереробний завод, що знаходиться вище в горах, потік гарячих нафтопродуктів, що розлилися із зруйнованих резервуарів, рухається до аеропорту. Тимченко вирішує злітати, використовуючи руліжні доріжки в ролі злітної смуги. Ту-154 розганяється і злітає за декілька секунд до того, як весь аеродром заливає палаючий селевий потік, змішаний з нафтопродуктами.
При зльоті хвіст літака зачіпає падаюча освітлювальна вежа. Літак отримує серйозні пошкодження, благополучна посадка неможлива. Частково заблоковане кермо висоти, у фюзеляжі перед повітрозабірником утворилася тріщина, салон розгерметизовано. Ситуація за рамками будь-яких керівництв та інструкцій. Ненароков і Скворцов прорубують обшивку і по черзі вилазять до керма висоти. Їм вдається підлатати листи обшивки і звільнити кермо висоти, але тріщина корпусу продовжує зростати. Через погодні умови і брак палива екіпаж приймає рішення зробити посадку у своєму аеропорту Шереметьєво. При гальмуванні реверсом у літака відривається хвіст, але всі пасажири і члени екіпажу врятовані.
Чергова медкомісія відсторонює Тимченко від польотів. У нього трапляється серцевий напад. Його провідують в госпіталі товариші з екіпажу і дочка з онукою. Тамара збирається одружитися зі Скворцовим. Ненароков стає командиром корабля.

## Ролі озвучували
- Георгій Жжонов — Андрій Васильович Тимченко, командир екіпажу
- Анатолій Васильєв — Валентин Георгійович Ненароков, другий пілот
- Леонід Філатов — Ігор Скворцов, бортінженер
- Олександра Яковлєва — Тамара, бортпровідниця, наречена Скворцова
- Ірина Акулова — Алевтина, дружина Ненарокова
- Катерина Васильєва — Анна, дружина Тимченка
- Марія Скворцова — Мешакова, мама Алевтини
- Галина Гладкова — Наташа, дочка Тимченко
- Юрій Горобець — Міша, диспетчер (до списання на землю — другий пілот)
- Олександр Павлов — штурман
- Олена Коренєва — Нонна, колишня коханка Скворцова
- Геннадій Матвєєв — вертольотчик, напарник Ненарокова
- Рома Монін —  Алік, син Ненарокова (озвучує Клара Румянова)
- Іван Рижов — дід Тамари, старий друг Тимченко
- Комакі Куріхара — пасажирка літака, захопленого терористами
- Олександр Потапов — новий чоловік Алевтини
- Олексій Якубов — Костя, батько дитини Наталії
- Ірина Савіна — сестра Кості
- Антон Табаков — приятель Кістки (у титрах не вказаний)
- Іван Агафонов — кадровик міністерства цивільної авіації
- Ірина Санпітер — дівчина, якій Скворцов показує слайди
- Сергій Яковлєв — голова наради з порятунку літака
- Юрій Гусєв — учасник наради з порятунку літака
- Костянтин Захаров — суддя, слухає справу Ненарокова
- Микола Сморчков — міліціонер в аеропорту
- Микола Лебедєв — Сергій Іванович, голова медичної комісії
- Герман Юшко — представник «Аерофлоту» у Бідрі (озвучує Олександр Белявський)
- Павло Ремезов — інженер-будівельник, який проводжає дружину на літак в Бідрі;

Пасажири, взяті на борт у Бідрі:
- Олександр Пашутін — пасажир, що вивихнув щелепу
- Ганна Варпаховська — іноземка, яка віддала свій комбінезон Ненарокову
- Іван Воронов — поранений головбух
- Лариса Барабанова — дівчина-базіка
- Володимир Іванов — лікар
- Олександра Назарова — мама хлопчика, який заснув у хвості літака
- Володимир Маренков — пасажир, що піднявся, щоб допомогти екіпажу
- Вадим Александров — пасажир, який читає молитву
- Клара Румянова — пасажирка з сином
- Гурандо Габунія — пасажирка-грузинка

## Виробництво

### Ідея
Режисер Олександр Мітта звернувся до Юлія Дунського та Валерія Фріда з проханням написати сценарій видовищного фільму-авіакатастрофи. Після роману Артура Гейлі «Аеропорт» та подальшої його екранізації тема авіакатастроф стала вельми популярною в Голівуді. Однак ці картини в СРСР не демонструвалися. Заповнити вакуум повинна була аналогічна радянська стрічка.
Автори вирішили дещо змінити традиційний хід розповіді: першу серію присвятити особистим стосункам героїв, другу — безпосередньо боротьбі за виживання на борту літака. Для другої частини до участі в сценарії був залучений відомий авіаінженер і викладач Борис Уріновський. Сценарій, який отримав назву «Запас міцності», затвердили, стрічка з низьким бюджетом запущена у виробництво. Назва «Запас міцності» затверджена не була — прокатники вирішили, що вона не дуже касова. У ході зйомок, за пропозицією Мітти, її замінили на «Екіпаж».

### Зйомки
З компанією «Аерофлот» вдалося домовитися, зйомки в московських аеропортах обійшлися недорого. Важче довелося з пошуками літаків, у той час списаних Ту-154 ще не було, але допоміг випадок: у Новосибірську при заправці загорівся літак. Врятувати вдалося тільки хвостову частину. Через три тижні цей шматок привезли до Москви, на ньому відзняли всі «повітряні» епізоди другої серії.
Зйомки були важкими і довгими, пройшли, в основному, на макетах. Нафтопереробний завод, який за сценарієм вибухає і горить через селевий потік, був макетом Омського нафтопереробного заводу. Мітта знімав з трьох точок, що дало можливість відібрати матеріал для подальшого монтажу.

## Нагороди
- Премія Всесоюзного кінофестивалю за 1980 рік.
- На Всеросійському кінофестивалі в Душанбе в 1980 р. Спілка композиторів Таджикистану вручила спеціальний приз композитору Альфреду Шнітке за музику до фільму.
- Фільм удостоєний головного призу Товариства чехословацько-радянської дружби на Кінофестивалі трудящих у Чехословаччині в 1981 р.